# Aisling Jarrett-Gavin
Aisling Jarrett-Gavin es una Actor actriz británica, conocida por haber interpretado a Darcy Wilde en la serie Hollyoaks.

## Biografía
Estudió en el Italia Conti Academy.

## Carrera
En 2013 obtuvo un pequeño papel en la exitosa serie estadounidense Game of Thrones donde interpretó a una de las doncellas de Margaery Tyrell (Natalie Dormer), en el episodio Valar Dohaeris.
El 10 de marzo de 2017 se unió al elenco de la serie británica Hollyoaks donde interpreta a Darcy Wilde, la exprometida de Adam Donovan, hasta el 26 de abril de 2018 después de que su personaje decidiera huir de Hollyoaks luego de intentar envenenar a Jack Osborne.

## Filmografía

### Series de televisión
| Año         | Título          | Personaje   | Notas                     |
| ----------- | --------------- | ----------- | ------------------------- |
| 2017 - 2018 | Hollyoaks       | Darcy Wilde | 79 episodios              |
| 2014        | Our Zoo         | Harriet     | episodio #1.6             |
| 2013        | Game of Thrones | Darcy Wilde | episodio "Valar Dohaeris" |
| 2009        | Freak           | Kelly       | 16 episodios              |

### Películas
| Año  | Título                       | Personaje | Notas |
| ---- | ---------------------------- | --------- | --- |
| 2011 | We Need to Talk About Kieran | Ebony     | junto a Dan Morgan, James Wilby, Linda Robson, Christopher Parker, Marcus Patric y Megan Trueblood Smith |

### Teatro
| Año  | Obra                       | Personaje | Teatro           | Notas                  |
| ---- | -------------------------- | --------- | ---------------- | ---------------------- |
| 2012 | The House of Bernarda Alba | Bernarda  | Avondale Theatre | junto a Kathryn Hunter |